# Cristiano Alberto, Duque de Holsácia-Gottorp
Cristiano Alberto de Holsácia-Gottorp (Eslésvico, 3 de fevereiro de 1641 – Eslésvico, 6 de janeiro de 1695) foi Duque de Eslésvico e Príncipe-bispo de Lübeck.
Nascido no Castelo de Gottorf, Cristiano Alberto era filho do duque Frederico III de Holsácia-Gottorp e da duquesa Maria Isabel da Saxônia. Casou-se a 24 de outubro de 1667 com a princesa Frederica Amália da Dinamarca, filha do rei Frederico III da Dinamarca e Sofia Amália de Brunsvique-Luneburgo. Eles tiveram quatro filhos, dentre eles o seu sucessor, Frederico de Holsácia-Gottorp.
Fundou a Universidade de Kiel em 5 de outubro de 1665.